# سفارت اوکراین در پودگوریتسا
سفارت اوکراین در پودگوریتسا (به لاتین: Embassy of Ukraine) یک منطقهٔ مسکونی و نمایندگی سیاسی این کشور در مونته‌نگرو است که در پودگوریتسا واقع شده‌است.